# Walter Nowotny

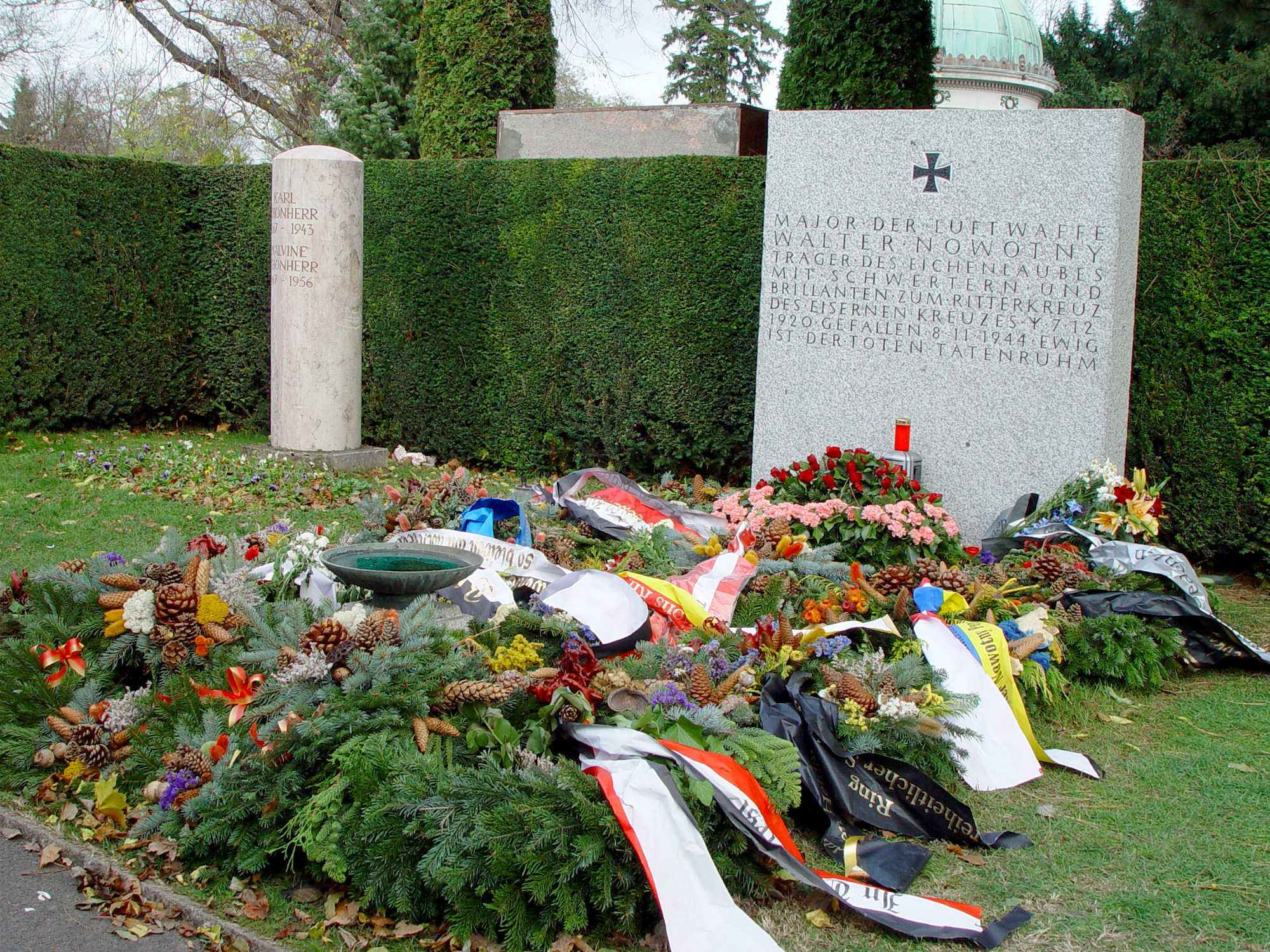
Het graf van Nowotny, zeven dagen na de zestigste verjaardag van zijn dood

Walter Nowotny (Gmünd (Neder-Oostenrijk), 7 december 1920 - Bramsche, 8 november 1944) was een Oostenrijkse gevechtspiloot die voor de Luftwaffe in de Tweede Wereldoorlog 258 vliegtuigen neerschoot.
Hij wordt nog steeds gezien als een van de beste gevechtspiloten aller tijden. Dit vooral omdat hij de eerste piloot ter wereld was die in een straaljager een ander vliegtuig kon neerschieten. Veel aanvalstactieken met een straaljager zijn door hem bedacht. Daarnaast was Nowotny een tijd lang de succesvolste jachtpiloot van de Tweede Wereldoorlog en hij was de eerste die meer dan 250 overwinningen behaalde.

## Jeugd
Nowotny werd geboren in Gmünd, Oostenrijk en groeide op in een gezin met drie zonen. Zijn vader was veteraan uit de Eerste Wereldoorlog en werkte daarna als treinconducteur. Zijn beide broers zouden later bij de Duitse Wehrmacht dienen: zijn jongere broer Hubert Nowotny sneuvelde in 1943, tijdens de slag om Stalingrad. Rudolf, de andere broer, werd in 1944 aan het Westfront krijgsgevangen genomen en zou als enige de oorlog overleven. Als kind toonde Walter Nowotny een grote interesse in sport, zo speelde hij veel voetbal en excelleerde hij in speerwerpen. In 1938, vlak na de Anschluss van Oostenrijk, meldde hij zich als vrijwilliger bij de Reichsarbeitsdienst. Een jaar later, in 1939, meldde hij zich bij de Luftwaffe.

## Oorlog

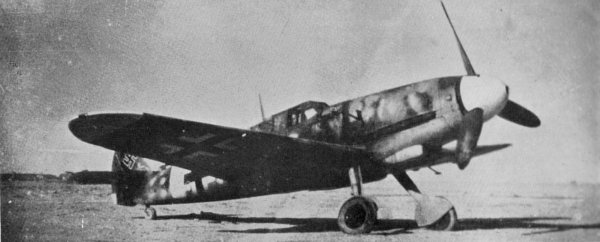
Een Messerschmitt Bf 109

In maart 1941 kwam Nowotny voor het eerst in actie toen hij met zijn vliegtuig, een Messerschmitt Bf 109, de Italiaanse troepen op de Balkan moest ondersteunen. Al helemaal in het begin werd Nowotny geroemd om zijn lef en zijn agressie.
Zijn eerste toestel schoot hij in augustus 1941 neer en vanaf dat moment begon zijn succesreeks. In maart 1942 werd hij onderscheiden met het Ridderkruis toen hij in een maand tijd maar liefst 43 toestellen neerschoot. Een record dat alleen door Hans Joachim Marseille verbeterd werd (hij schoot in een maand 57 toestellen neer). Nowotny vocht tot april 1943 boven Rusland. In deze periode maakte hij meer dan 1200 vluchten en schoot hij 250 vliegtuigen neer. Nowotny zelf werd geen enkele maal neergeschoten, zijn vliegtuig werd zelfs geen enkele keer door de vijand geraakt.
Toen Nowotny in april zijn 250e toestel neerhaalde werd hij beloond met Ridderkruis met eikenbladen, zwaarden en briljanten, de allerhoogste Duitse onderscheiding. Hij was op dat moment Duitslands beste jachtpiloot en hij was razend populair binnen het Duitse leger en bij de bevolking. Hitler was bang dat Nowotny's dood een gigantisch verlies van moraal zou ontketenen. Daarom werd hem verboden om nog te vliegen. In plaats daarvan ging Nowotny de hoofdrol spelen in een hele reeks propagandacampagnes: hij bezocht scholen, gaf lezingen, er werd een boek over hem geschreven en er kwam zelfs een film over hem uit.

## Commando Nowotny

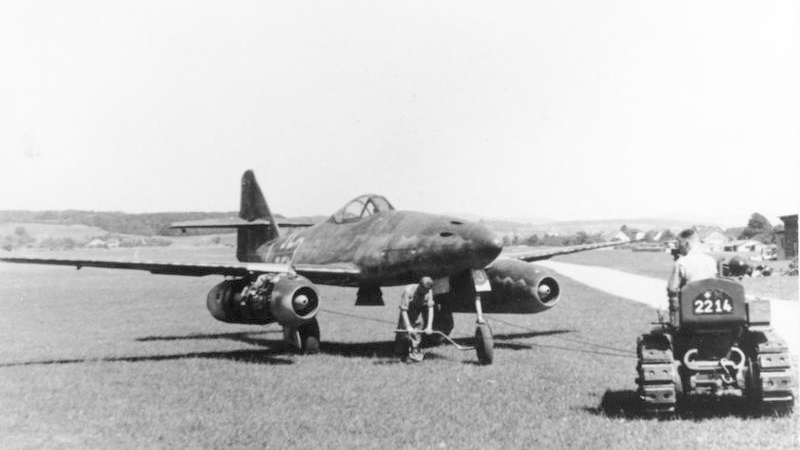
Een Messerschmitt Me 262A

Lange tijd bleef Nowotny buiten actie totdat hij in mei 1944 door Adolf Galland, de commandant van de Duitse jachtvliegers, gevraagd werd om mee te doen aan het Messerschmitt Me 262-project. Dit hypermoderne jachtvliegtuig, de eerste operationele straaljager ter wereld, was moeilijk te besturen en het werd hoog tijd dat het toestel voor het eerst in actie werd gebracht. Nowotny moest eerst de bediening van Me 262 perfect onder de knie krijgen en vervolgens moest hij Duitslands beste jachtpiloten selecteren en hen opleiden om de 262 te besturen. Vervolgens zou het nieuwe eskader, Commando Nowotny genaamd, het luchtruim zuiveren van vijandige bommenwerpers.

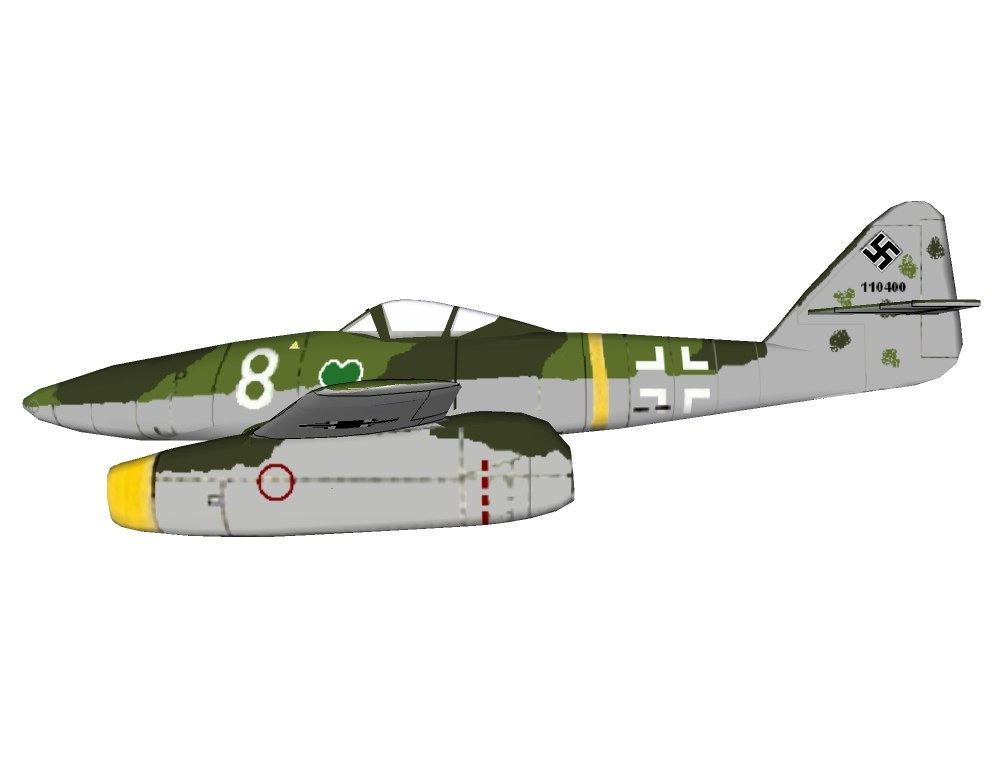
Walter Nowotny's Messerschmitt Me-262A, Kommando Nowotny, 1944.

Nowotny maakte zich het besturen van de straaljager eigen en hij gaf zichzelf training, een zeer gevaarlijke klus want in het verleden waren al veel testpiloten met het toestel verongelukt. Vanaf september 1944 was het nieuwe eskader operationeel, sindsdien was de straaljager als luchtwapen een feit. Het Commando Nowotny, een elite-eskader van straaljagers waarbij alleen de allerbeste piloten lid mochten worden, zou de blauwdruk voor ieder later straaljagerteam worden.
Commando Nowotny moest vooral Amerikaanse bommenwerpers neerhalen die de Duitse fabrieken overdag bombardeerden. De veertig vliegers schoten ruim 136 van deze bommenwerpers neer. Maar daartegenover stonden ook grote verliezen: 25 van de 40 piloten werden binnen drie maanden gedood, vooral omdat de Me 262 een moeilijk te vliegen toestel was waarvan de motoren bovendien snel oververhit raakten.
Nowotny had bij zijn eskader vooral een leidinggevende taak en nam slechts sporadisch deel aan de gevechten. Toch haalde hij tijdens de periode van september 1944 tot november 1944 nog zeven Amerikaanse vliegtuigen neer.
Op 8 november 1944 was Walter Nowotny ondanks een vliegverbod opgestegen om deel te nemen aan een luchtgevecht. Dat verbod was van hogerhand uitgevaardigd omdat geoordeeld werd dat Duitsland zich het verlies niet kon veroorloven van zulk een legendarische piloot, bovendien op dat ogenblik belast met de vorming van de eerste eenheden uitgerust met straaljagers. Nowotny schoot tijdens het daaropvolgend gevecht een Amerikaanse bommenwerper B-17 neer en keerde naar de basis Achmer terug. Duitse vliegvelden, vooral die waar mogelijk Me-262 gelegerd waren, werden door de geallieerde luchtmachten in het oog gehouden. Toen Nowotny aanstalten maakte te landen werd hij aangevallen door een aantal Amerikaanse P-51D Mustang-jachtvliegtuigen, die van grote hoogte neerdoken. Een van zijn motoren werd stukgeschoten en Nowotny stortte met zijn toestel neer. Hij slaagde erin uit de cockpit te raken en trok zijn valscherm open. Gezien de lage hoogte deed hij dat iets te snel waardoor het valscherm openflapte en zich vasthaakte aan het staartstuk van de Me-262. Nowotny stortte met zijn toestel neer en was op slag dood. Hij werd ter aarde besteld op de Zentralfriedhof te Wenen. Later werd zijn laatste rustplaats een 'eregraf', maar na heftige protesten werd aan het graf in 2003 deze status weer ontnomen. Adolf Galland volgde hem op als leider van het Commando Nowotny.

## Decoraties
- Ridderkruis met Eikenloof, Zwaarden en Briljanten
  - Ridderkruis op 4 September 1942 als pilot in de 9./JG 54[1][2]
  - Eikenloof (nr.293) op 4 september 1943 als Staffelkapitän van de 1./JG 54[3]
  - Zwaarden (nr.37) op 22 september 1943 als Gruppenkommandeur van de  I./JG 54[3]
  - Briljanten (nr.8) op 19 oktober 1943 als Gruppenkommandeur van de I./JG 54[3]
- IJzeren Kruis 1939, 1e klasse en 2e klasse[4]
- Orde van het Vrijheidskruis (Finland), Eerste Klasse[4]
- Ehrenabzeichen der finnischen Luftwaffe[4]
- Gezamenlijke Piloot-Observatiebadge in Goud met Diamanten
- Medaille Winterschlacht im Osten 1941/42[4]
- Gesp voor Gevechtsvluchten aan het Front voor Jachtvliegereenheden met het getal "400" op 17 mei 1942[4]
- Ehrenpokal für besondere Leistung im Luftkrieg op 14 juli 1942
- Gewondeninsigne 1939 in zwart[4]
- Ring van Eer van de stad Wenen op 11 januari 1944[5]
- Duitse Kruis in goud op 21 August 1942 als Leutnant in de I./JG 54[6]
- Hij werd zes maal genoemd in het Wehrmachtbericht. Dat gebeurde op: 
  - 2 september 1943
  - 9 september 1943
  - 16 september 1943
  - 10 oktober 1943
  - 15 oktober 1943
  - 9 november 1944